# Roony Bardghji
Roony Bardghji (ur. 15 listopada 2005 w Kuwejcie) – szwedzki piłkarz pochodzenia syryjskiego, występujący na pozycji pomocnika w hiszpańskim klubie FC Barcelona.

## Kariera klubowa
Przybywając do Szwecji w 2012 roku, Bardghji grał w młodzieżowych zespołach Kallinge SK, Rödeby AIF i Malmö FF. W 2020 roku przeniósł się z Malmö do FC København. 21 listopada 2021 zadebiutował w seniorskiej drużynie tego zespołu przeciwko AGF w duńskiej Superlidze. Siedem dni później strzelił swojego pierwszego gola dla Kopenhagi w wygranym 3:1 meczu z AaB. W 2022 i 2023 jego klub zdobył mistrzostwo Danii, a w 2023 również puchar kraju.

## Kariera reprezentacyjna
Bardghji urodził się w Kuwejcie w syryjskiej rodzinie i w młodym wieku przeprowadził się do Szwecji. Jest aktualnym reprezentantem Szwecji do lat 21.

## Statystyki kariery
(aktualne na dzień 14 października 2023)
| Klub               | Sezon              | Liga               | Liga  | Liga   | Puchar kraju | Puchar kraju | Europa | Europa | Suma  | Suma   |
| Klub               | Sezon              | Liga               | Mecze | Bramki | Mecze        | Bramki       | Mecze  | Bramki | Mecze | Bramki |
| ------------------ | ------------------ | ------------------ | ----- | ------ | ------------ | ------------ | ------ | ------ | ----- | ------ |
| FC København       | 2021/22            | Superligaen        | 13    | 2      | –            | –            | 2      | 0      | 15    | 2      |
| FC København       | 2022/23            | Superligaen        | 19    | 3      | 6            | 0            | 2      | 0      | 27    | 3      |
| FC København       | 2023/24            | Superligaen        | 11    | 6      | 1            | 1            | 6      | 0      | 18    | 7      |
| Łącznie w karierze | Łącznie w karierze | Łącznie w karierze | 43    | 11     | 7            | 1            | 10     | 0      | 60    | 12     |

## Sukcesy
FC København
- Mistrzostwo Danii: 2021/22, 2022/23
- Puchar Danii: 2022/23